# Arrondissement d'Hofgeismar

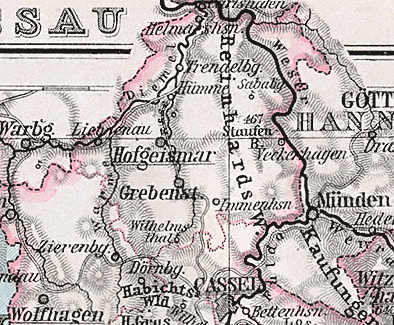
Carte historique

L'arrondissement d'Hofgeismar est un arrondissement de Hesse jusqu'en 1972. L'ancien arrondissement fait désormais partie de l'arrondissement de Cassel. Le siège de l'arrondissement est la ville d'Hofgeismar. Hofgeismar est le seul arrondissement de Hesse qui se situe presque exclusivement dans la région de langue basse allemande.

## Géographie

### Arrondissements voisins
L'arrondissement borde au début de 1972, en commençant dans le sens des aiguilles d'une montre au nord, les arrondissements de Northeim et Münden (tous deux en Basse-Saxe), Cassel et Wolfhagen (de) (tous deux en Hesse) et les arrondissements de Warburg (de) et Höxter (de) (tous deux en Rhénanie-du-Nord-Westphalie).

### Forêt de Reinhard
Plus de 40% de la zone de l'ancien arrondissement se compose de la Forêt de Reinhard, une chaîne de montagnes boisée entre Cassel au sud et Bad Karlshafen au nord et Münden à l'est et Hofgeismar à l'ouest.

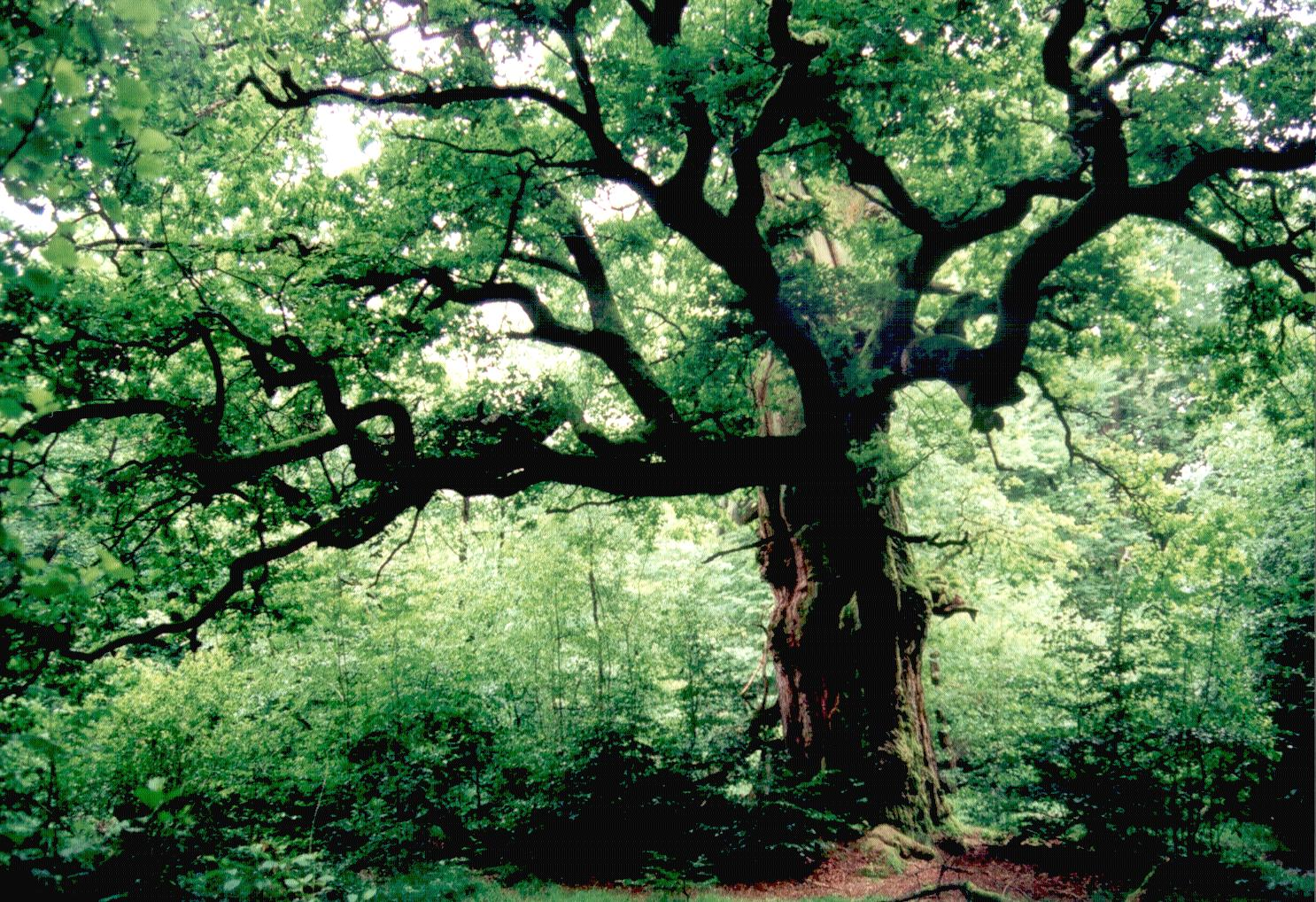
Vieux chêne de la sous-zone "Urwald Sababurg" dans la Forêt de Reinhard.

La Forêt de Reinhard abrite de nombreuses sagas et légendes ainsi que les contes de fées de Grimm et abrite encore aujourd'hui le château de conte de fées de Sababurg. Dans la Forêt de Reinhard, l'exploitation minière est également pratiquée pendant des siècles. Sur les hautes pentes du Gahrenberg (de), à 472,1 m d'altitude, l'exploitation du lignite est documentée depuis l'année 1575. Le dernier charbon a été extrait du Gahrenberg avec l'équipe du 30 octobre 1970.

## Histoire
L'arrondissement d'Hofgeismar est créé le 21 août 1821 dans l'électorat de Hesse. Avec l'annexion de l'électorat de Hesse par la Prusse en 1866, l'arrondissement d'Hofgeismar devient également prussien et, en 1867, fait partie du nouveau district de Cassel dans la province de Hesse-Nassau.
Le 1er décembre 1970, la commune de Hohenkirchen quitte l'arrondissement et est incorporée à la nouvelle commune d'Espenau dans l'arrondissement de Cassel.
Dans le cadre de la réforme de l'arrondissement de Hesse, le 1er août 1972 les arrondissements d'Hofgeismar et de Wolfhagen (de) sont absorbés par l'arrondissement de Cassel

### Évolution de la population
Après la Seconde Guerre mondiale, la population augmente fortement en raison de l'afflux de nombreux expulsés.
| Année | Habitants | Source |
| ----- | --------- | ------ |
| 1871  | 36 317    | [ 1 ]  |
| 1890  | 33 362    |        |
| 1900  | 36 109    |        |
| 1910  | 36 880    |        |
| 1925  | 39 249    |        |
| 1933  | 40 422    |        |
| 1939  | 40 665    |        |
| 1950  | 66 128    |        |
| 1960  | 58 300    |        |
| 1970  | 59 300    | [ 2 ]  |
| 1971  | 57 400    | [ 3 ]  |

## Politique

### Administrateurs de l'arrondissement
- 1822–1824 Friedrich Meisterlin (de)
- 1824-1848 Carl von Benning (de)
- 1851-1853 Florus Auffarth (de)
- 1859–1862 Karl Cöster (de)
- 1868–1875 Otto von Dehn-Rotfelser (de)
- 1875–1881 Edwin von Posadowsky-Wehner (de)
- 1881–1886 Richard von Wentzel
- 1886–1898 Ludwig Friedrich Franz Beckhaus (de)
- 1898-1908 Karl Rieß von Scheurnschloß (de)
- 1908-1919 Georg Riedesel zu Eisenbach (de)
- 1919-1924 Charles de Solms-Laubach (de)
- 1924–1933 Conrad Prange (de)
- 1933-1935 Wilhelm Braun (de)
- 1935-1943 Johann Graack (de) (NSDAP)
- 1943–1945 Gerhard Luyken (de)
- 1945-1948 Karl Höner (de) (SPD)
- 1948-1966 Artur Steinbrenner (FWG)
- 1966-1972 Gerhard Arnold (de) (SPD)

### Blason
En mars 1952, l'arrondissement d'Hofgeismar obtient le droit d'utiliser un blason par le ministère d'État de Hesse. 

## Communes

### À partir de 1969
Jusqu'aux premières fusions municipales en 1970, l'arrondissement d'Hofgeismar était composé de 50 communes, dont sept ont des droits communaux:
|  | Arenborn Beberbeck Burguffeln Calden Carlsdorf Deisel Eberschütz Ehrsten Ersen Friedrichsdorf Friedrichsfeld Fürstenwald Gewissenruh | Gieselwerder Gottsbüren Gottstreu Grebenstein, ville Grimelsheim Haueda Heisebeck Helmarshausen, ville Hofgeismar, ville Hohenkirchen Holzhausen Hombressen Hümme | Immenhausen, ville Karlshafen, ville Kelze Lamerden Langenthal Liebenau, ville Lippoldsberg Mariendorf Meimbressen Niedermeiser Obermeiser Oedelsheim Ostheim | Schachten Schöneberg Sielen Stammen Trendelburg, ville Udenhausen Vaake Veckerhagen Vernawahlshausen Westuffeln Zwergen |

### À partir du 31 juillet 1972
Après une série de fusions communales, l'arrondissement d'Hofgeismar comptait encore 15 communes au moment de sa dissolution le 31 juillet 1972 :
|  | Calden Ehrsten Grebenstein, ville Heisebeck | Helmarshausen, ville Hofgeismar, ville Immenhausen, ville Karlshafen, ville | Liebenau, ville Obermeiser Oberweser Reinhardshagen | Trendelburg, Stadt Wahlsburg Zwergen |

Simultanément à la dissolution de l'arrondissement, le 1er août 1972, d'autres incorporations ont lieu. Ehrsten et Obermeiser sont incorporés à Calden, Helmarshausen à Karlshafen, Zwergen à Liebenau et Heisebeck à Oberweser. Dix communes de l'arrondissement d'Hofgeismar rejoignent l'arrondissement de Cassel.

## Plaque d'immatriculation
Le 1er juillet 1956, l'arrondissement s'est vu attribuer le signe distinctif HOG lors de l'introduction du numéro d'immatriculation du véhicule, toujours valable aujourd'hui. Il est émis jusqu'au 31 juillet 1972. Depuis le 2 janvier 2013, il est à nouveau disponible dans l'arrondissement de Cassel.